# Sacramento Monarchs
Les Sacramento Monarchs és un equip professional femení de bàsquet, que juga a la lliga americana WNBA. Té la seva base a Sacramento, Califòrnia, i és un dels 8 equips que van iniciar originalment aquesta competició, l'any 1997. El seu nom, Monarchs, fa referència a les papallones monarques, fent a més referència directa al nom del seu equivalent masculí a l'NBA, els Sacramento Kings.

## Història
Després d'uns dubtosos inicis a la lliga, acabant les dues primeres temporades amb més derrotes que victòries, a partir de 1999 han estat gairebé fixes als Play-off. Però no va ser fins a la temporada 2004-2005 quan va aconseguir plantar-se a les finals, derrotant a les Connecticut Sun per 3 victòries a 1, era el primer any que les finals es disputaven a 5 partits. Era la primera vegada a la història que un equip de la ciutat de Sacramento aconsseguia un títol en una gran competició. L'any següent van repetir la presència a les finales, en aquesta ocasió perdent contra les Detroit Shock per un ajustat 3-2.

## Trajectòria
Nota: G: Partits guanyats P:Partits perduts %:percentatge de victòries
| Temporada | G  | P  | %    | Play-offs                        |
| --------- | -- | -- | ---- | -------------------------------- |
| 1996-1997 | 10 | 18 | .357 |                                  |
| 1997-1998 | 8  | 22 | .267 |                                  |
| 1998-1999 | 19 | 13 | .594 | Perden a la primera ronda        |
| 1999-2000 | 21 | 11 | .656 | Perden a la primera ronda        |
| 2000-2001 | 20 | 12 | .625 | Perden a la final de Conferència |
| 2001-2002 | 14 | 18 | .438 |                                  |
| 2002-2003 | 19 | 15 | .559 | Perden a la final de Conferència |
| 2003-2004 | 18 | 16 | .529 | Perden a la final de Conferència |
| 2004-2005 | 25 | 9  | .735 | Campiones de la WNBA             |
| 2005-2006 | 21 | 13 | .618 | Subcampiones de la WNBA          |